# Cú Chulainn (Emerald Park)
Cú Chulainn ist eine Holzachterbahn im Freizeitpark Emerald Park bei Ashbourne (Meath, Irland), die am 6. Juni 2015 als erste Holzachterbahn Irlands eröffnet wurde. Sie basiert auf der gleichnamigen Mythologie.
Die 1.094,2 m lange Strecke, die von The Gravity Group konstruiert wurde und die Seriennummer 017-01-14 trägt, erreicht eine Höhe von 32 m. Zwei Tunnel, sowie eine übergeneigte Kurve von 115° runden das Streckenlayout ab.

## Züge
Zwei Züge mit jeweils zwölf Wagen mit Platz für jeweils zwei Personen sorgen für eine Kapazität von 700 Personen pro Stunde.